# النفط في الحرب السودانية الأهلية الثانية
النفط في الحرب الأهلية السودانية الثانية تحوّل بين 1998 و2003 من موردٍ اقتصادي إلى هدفٍ عسكريٍّ وسياسي؛ فقد سعت الحكومة إلى حماية الحقول وخط الأنابيب لضمان التمويل، بينما استخدمت الحركة الشعبية/الجيش الشعبي لتحرير السودان أساليب الإتلاق والضغط على منشآت النفط لتعطيل العائدات وفرض شروطها.
بدأت الاستكشافات في الجنوب منذ أواخر السبعينيات ثم تراجعت مع الاضطرابات، قبل أن تنتقل العقود في أواخر التسعينيات إلى تحالف شركة النيل الكبرى لعمليات البترول مع شركاء آسيويين، وافتُتح خط الأنابيب من هجليج إلى ميناء بشائر عام 1999، ما رفع إنتاج السودان وصادراته النفطية بصورة سريعة ورسّخ الاعتماد عليها. 

## الحركة الشعبية
تألفت الحركة الشعبية/الجيش الشعبي من تشكيلات يغلب عليها مقاتلون من الدينكا، مع فصائل وكتائب من النوير ومجموعات محلية أخرى، وتنوّعت ولاءاتها خلال الحرب بما في ذلك انقسامات مناطقية وقيادات ميدانية مستقلة؛ وقد استُخدمت هذه البُنى العِرْقية في الحشد القتالي والسيطرة على الممرات والبلدات النفطية. 
أدّى الصراع حول النفط إلى نزوح داخلي واسع، واتّساع الشروخ العِرْقية (خصوصًا بين الدينكا والنوير) بفعل تجييشٍ متبادل واستخدام ميليشيات محلّية في محيط الحقول والبلدات، مع ارتفاع مستويات العنف ضد المدنيين وعرقلة الإغاثة. 
وثّقت تقارير مستقلة حوادث نُسبت إلى الحركة الشعبية شملت: هجمات على منشآت نفطية عاملة، وتفجير/تعطيل خطوط نقل ومرافق مساندة، وزرع ألغام في محيط البنية التحتية، وعمليات نهب وإتلاف ممتلكات مدنية مرتبطة بالقطاع النفطي، واحتجاز عاملين محليين لفترات قصيرة بغرض الضغط. 
أقامت الحركة الشعبية في مناطق سيطرتها هياكل محلية هدفت إلى فرض نفوذها وإحكام قبضتها على السكان والموارد. فقد أنشأت منظومات جباية مالية ورسوم مرور على الشاحنات والتجار المحليين، مما وفر لها دخلاً ثابتًا استُخدم في تمويل العمليات العسكرية ودعم شبكة كوادرها.  لم تكن هذه الجبايات مجرد وسيلة اقتصادية، بل شكلت أيضاً أداة للهيمنة على النشاط التجاري وربطه بإدارة الحركة.
كما أُقيمت محاكم عرفية في القرى والمناطق القريبة من الحقول النفطية، تولّت الفصل في النزاعات المحلية، بما في ذلك قضايا الملكية والنزاعات القبلية، وأصبحت بديلاً عن النظام القضائي الرسمي. هذه المحاكم كرّست سلطة الحركة ككيان حاكم بحكم الأمر الواقع، لكنها وُصفت من بعض المنظمات الحقوقية بأنها افتقرت للمعايير القضائية السليمة وأدت إلى تعزيز الانقسامات العرقية.
وعلى المستوى الأمني، شكّلت الحركة لجان أمن محلية مرتبطة بالقيادات الميدانية، عملت على مراقبة السكان، وتجنيد الشباب، وتحديد من يُسمح لهم بالتحرك في مناطق النفط. وقد لعبت هذه اللجان دوراً محورياً في ضبط النشاط السياسي والاجتماعي، وفي كثير من الحالات مورست ضغوط على المدنيين للانضمام إلى صفوف الحركة أو تقديم إمدادات عينية.
أدارت الحركة أيضاً نقاط تفتيش ثابتة ومتحركة على الطرق المؤدية إلى الحقول، لمراقبة القوافل التجارية وعمليات الإغاثة الإنسانية، حيث كان يتم فرض رسوم مرور أو مصادرة مواد يُعتقد أنها متجهة للحكومة. هذه النقاط أثّرت مباشرة على تدفق المساعدات، وتسببت في أزمات إنسانية داخل بعض المناطق المحاصرة.

## العمليات العسكرية
شكّل النفط خلال الحرب الأهلية السودانية الثانية جبهة قتال بحد ذاته، إذ تحوّلت الحقول وخطوط الإمداد إلى أهداف عسكرية مباشرة، وتنافست الحكومة والحركة الشعبية/الجيش الشعبي لتحرير السودان على السيطرة عليها. كان القتال حولها يتميز بالاشتباكات البرية الواسعة، والقصف الجوي، والكمائن على طرق الخدمة، والتخريب الفني للبنية التحتية.
- هجليج 2001: نفّذت وحدات خاصة للحركة الشعبية هجومًا برّيًا مركّزًا على منشآت هجليج، أصاب مرافق التخزين والإدارة، وأوقف الضخ لبضعة أيام، وتسبب بخسائر مالية مباشرة تُقدّر بين 15–20 مليون دولار. [5][6] أظهر الهجوم قدرة الحركة على ضرب شريان اقتصادي للدولة، لكنه أثار انتقادات واسعة بسبب استهدافه مرافق مدنية وبنية نفطية حيوية.

- توروك 2003: استهدفت الحركة منشأة ضخّ المياه في توروك المغذية لحقول الإنتاج، وتمكّنت من تعطيل العمليات وإجبار القوات الحكومية على الانسحاب موضعيًا، رغم تدخل جوي مكثف باستخدام مروحيات مي-24. [7][8] وقد أظهر الهجوم اعتماد الحركة على الضربات المركّزة ضد منشآت مساندة بدل المواجهة المباشرة.

- تكتيكات الضرب والانسحاب: اعتمدت الحركة على أسلوب “حرب العصابات”، بضرب محطات الضخ، الخزانات، ومدارج الشركات، ثم الانسحاب السريع لتفادي الرد الحكومي. كما لجأت إلى زرع ألغام وكمائن على طرق الخدمة، ما أربك حماية الحقول وأثّر اقتصاديًا على استمرارية الإنتاج. [9] هذه العمليات أثارت جدلًا بين من اعتبرها “تكتيكات مقاومة” ضد سلطة مركزية، ومن رأى فيها “تخريبًا ممنهجًا” أضرّ بالمدنيين المحليين وباقتصاد البلاد.

- القصف الحكومي المضاد: ردّت القوات المسلحة السودانية باستخدام الطيران (أنطونوف 26 ومروحيات مي-24) والدبابات T-55، وأطلقت عمليات واسعة مثل “الفيصل 1” عام 1999 للسيطرة على حقول الوحدة. [10] ورغم نجاح هذه الحملات في استعادة مناطق إنتاج، إلا أنها ترافقت مع تهجير واسع النطاق للمدنيين.

- التأثير الاستراتيجي: كانت العمليات العسكرية حول النفط تمثل صراعًا على التمويل والسيادة معًا، حيث رأت الحكومة أن حماية الإنتاج تمكّنها من تحديث الجيش واستقطاب استثمارات أجنبية، بينما سعت الحركة إلى حرمان الخرطوم من النفط.

## حكومة الخرطوم
واجهت حكومة الخرطوم تحدي السيطرة على مناطق النفط التي كانت عرضة لهجمات الحركة الشعبية، فوضعت إطارًا إداريًا وأمنيًا متكاملًا عُرف باسم "مشروع الأمن القومي النفطي". هذا المشروع تضمن إنشاء وحدات إدارية خاصة لإدارة الحقول، ومكاتب تنسيق بين وزارة الطاقة والتعدين وشركة النيل الكبرى لعمليات البترول (GNPOC) لمتابعة الإنتاج والإشراف على الأمن. 
عملت الحكومة على تقسيم مناطق الإنتاج إلى مربعات (Blocks) تخضع لإشراف إداري مباشر، بحيث تكون قرارات النقل والتموين والعمليات محكومة بسلسلة أوامر تصدر من المركز.  هذا النظام الإداري عزز الرقابة الحكومية على حركة الشركات الأجنبية، وسمح بدمج الاستثمارات النفطية في إطار الجهاز البيروقراطي للدولة.
من الناحية الأمنية، أنشأت الخرطوم قيادة عسكرية – إدارية ميدانية، منها الفرقة 15 مشاة واللواء 18 مدرع، وارتبطت هذه الوحدات بمكاتب الإدارة النفطية لضمان حماية الأنابيب والمنشآت.  هذا الدمج بين العسكري والمدني أعطى الدولة القدرة على إدارة الحرب والاقتصاد معًا في المناطق المنتجة.
أما على المستوى الاجتماعي والإغاثي، فقد شكّلت الحكومة لجان تنظيم محلية لتوزيع المساعدات على القرى الواقعة تحت سيطرتها، وربطت هذا التوزيع بمدى تعاون السكان مع الجيش والقوات الإدارية.  وُجهت لهذه السياسة انتقادات دولية بدعوى أنها سعت لفرض "الطاعة السياسية" مقابل الحصول على الغذاء والخدمات.
اقتصاديًا وتجاريًا، سعت الحكومة لخلق بيئة استثمارية جاذبة عبر منح امتيازات لشركات آسيوية مثل مؤسسة البترول الوطنية الصينية وبتروناس، إلى جانب الشراكات مع جهات محلية مثل سودابت.  هذا الإطار الإداري والاقتصادي سمح للخرطوم بتحويل النفط إلى مصدر رئيسي للدخل وتمويل تحديث الجيش.
دبلوماسيًا، وضعت الدولة وزارة الخارجية في قلب هذا المشروع من خلال إدارة العلاقات مع الحكومات التي تدعم شركاتها العاملة في السودان، مثل الصين وماليزيا، وعملت على صدّ الضغوط الغربية المتعلقة بحقوق الإنسان.  بذلك، اتخذت الإدارة الحكومية طابعًا شاملاً، يدمج بين الأمن، الاقتصاد، الإدارة المحلية، والدبلوماسية الدولية، في محاولة للسيطرة الكاملة على قطاع النفط وتحويله إلى عماد استراتيجيتها الوطنية.
عزّز النفط إيرادات الدولة وأعاد تشكيل بنية الصادرات، بينما سعت الحركة لتعطيل التدفق عبر هجمات نوعية لإضعاف المركز التمويلي للحكومة؛ وقد دفع الضغط الحقوقي والاستثماري إلى انسحاب شركات أجنبية بارزة من الامتيازات. 

## الشركات الخارجية
دخلت شركات آسيوية كبرى في قلب قطاع النفط السوداني، أبرزها مؤسسة البترول الوطنية الصينية (CNPC) وبتروناس الماليزية، إلى جانب شركات محلية مثل سودابت، في إطار تحالف شركة النيل الكبرى لعمليات البترول (GNPOC) الذي تولّى تشغيل الحقول الرئيسية مثل هجليج والوحدة.  أسهم هذا التحالف في إدخال تقنيات حديثة وخطوط أنابيب مكّنت حكومة السودان من إنتاج وتصدير النفط بكميات تجاوزت 200 ألف برميل يوميًا في مطلع الألفية. 
من الناحية الدبلوماسية، شكّل النفط محورًا في سياسة السودان الخارجية؛ إذ وفّر للصين وماليزيا موطئ قدم استراتيجي في أفريقيا، في وقت كانت فيه الخرطوم تحت عقوبات أمريكية وأوروبية متزايدة. وبالمقابل، استغلّت الحركة الشعبية هذا البُعد الدولي، إذ قدّمت هجماتها على المنشآت النفطية كجزء من «مقاومة مشروعة» ضد ما اعتبرته شراكة بين الخرطوم وقوى أجنبية تدعم آلة الحرب.
أثارت هذه المعادلة جدلًا واسعًا في الساحة الدولية؛ ففي حين وفّرت الصين وماليزيا حماية دبلوماسية للخرطوم في مجلس الأمن، مارست منظمات حقوقية مثل هيومن رايتس ووتش ومنظمة العفو الدولية ضغوطًا إعلامية وسياسية على الشركات، وصلت ذروتها مع انسحاب شركة تاليسمان إنرجي الكندية في 2002 بعد اتهامات بأنها تموّل انتهاكات حقوق الإنسان.
تجاريًا، أعاد النفط تشكيل علاقات السودان الاقتصادية؛ فقد ارتبطت صادراته بنسبة 80–90٪ من إجمالي الصادرات خلال العقد الأول من الألفية، ما جعل السوق السوداني أكثر حساسية لتقلّبات الأسعار العالمية، ومكّن الخرطوم من عقد شراكات مصرفية وتجارية مع دول آسيوية لتعويض خسارة القنوات الغربية.
في البُعد الإقليمي، كانت الدول المجاورة مثل أوغندا وإريتريا تتهم الخرطوم باستخدام عائدات النفط لدعم مليشياتها، بينما رأت الخرطوم أن خصومها الإقليميين يقدمون تسهيلات لتمويل وتسليح الحركة الشعبية. 

## الأحزاب والمشهد السياسي
ارتبط النفط في السودان بتوازنات حزبية معقّدة. فقد هيمن حزب المؤتمر الوطني الحاكم، بزعامة الرئيس السابق والجنرال عمر حسن أحمد البشير وذراعه الفكري حسن الترابي في بدايات الإنقاذ، على عوائد النفط عبر مؤسسات الدولة، وجعل الملف النفطي جزءًا من مشروع «التمكين» الاقتصادي والسياسي. كان المؤتمر الوطني يرى في النفط وسيلة لتمويل الجيش وتوسيع نفوذه الحزبي، وتوظيفه في شبكات الولاء السياسي داخل المركز والولايات.
في المقابل، طوّرت الحركة الشعبية لتحرير السودان جناحها السياسي بقيادة جون قرنق، الذي استثمر ورقة «تعطيل النفط» كورقة ضغط في التفاوض مع الحكومة، خصوصًا خلال مفاوضات نيفاشا (2005). كانت الحركة تطرح مسألة تناصف جميع عائدات النفط كشرط رئيسي لأي تسوية، معتبرة أن سيطرة الحكومية على الموارد وإنتاجها وتصديرها تمثّل إقصاءً للجنوب سياسيًا واقتصاديًا. 
أما حزب الأمة القومي بقيادة الصادق المهدي، فقد اتخذ موقفًا ناقدًا لاحتكار المؤتمر الوطني لعائدات النفط، معتبراً أن ذلك يفاقم الحرب ويغذّي النزاعات الجهوية. دعا الحزب إلى رؤية أكثر شمولًا تقوم على توزيع عادل للموارد ضمن مشروع وفاق وطني. كذلك انتقد الحزب الاتحادي الديمقراطي، بزعامة محمد عثمان الميرغني، الطريقة التي استُخدم بها النفط في تمويل الحرب وإقصاء القوى السياسية، واعتبر الملف النفطي جزءًا من أزمة أوسع في الحكم. كما دخلت قوى يسارية مثل الحزب الشيوعي السوداني على خط النقاش، مركزةً على الجانب الاجتماعي والاقتصادي، إذ رأت أن النفط جرى تحويله إلى أداة لتغذية جهاز الدولة الأمني بدل أن يكون رافعة للتنمية.